# 海牙公约

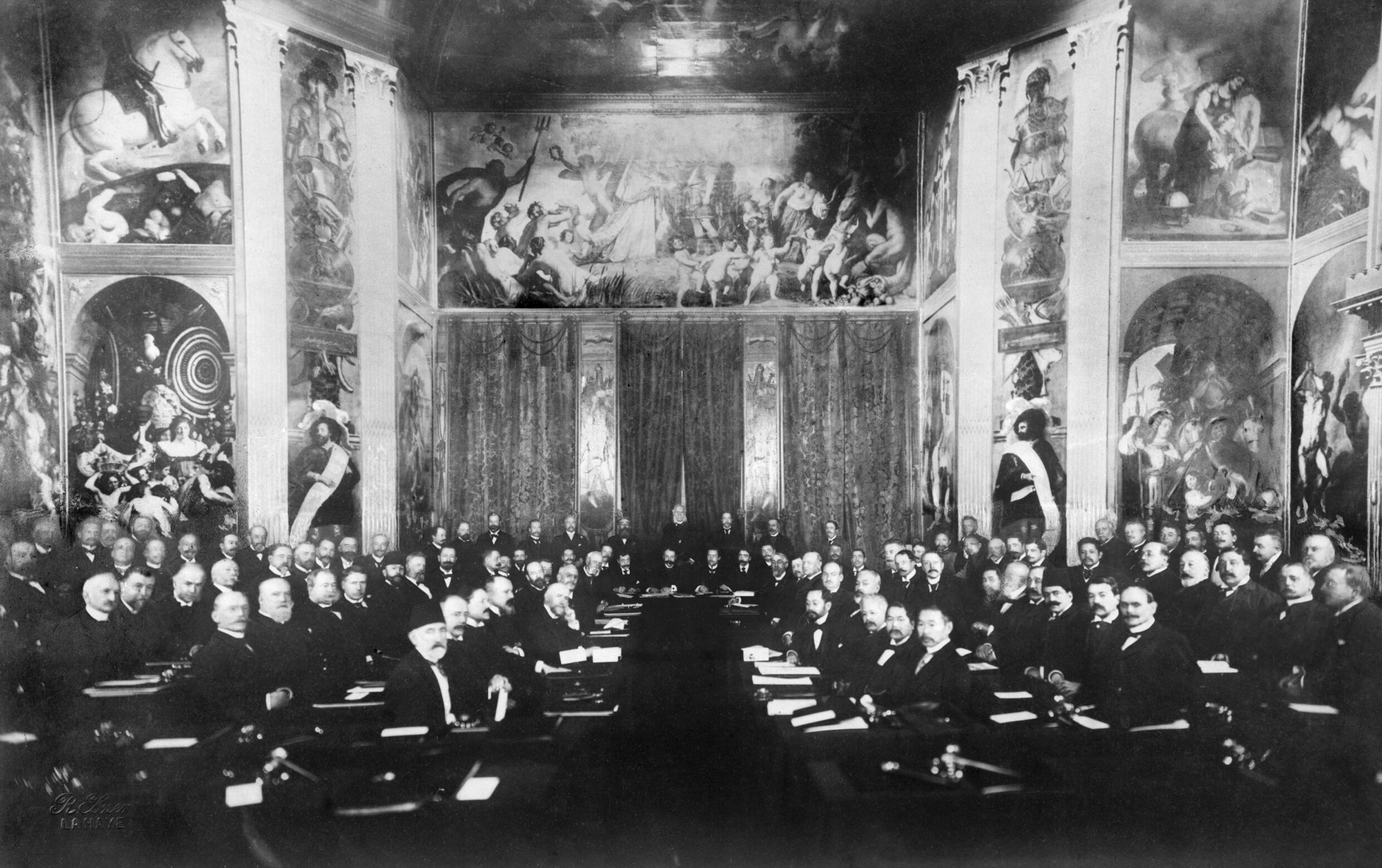
1899年會議在豪斯登堡宮舉行

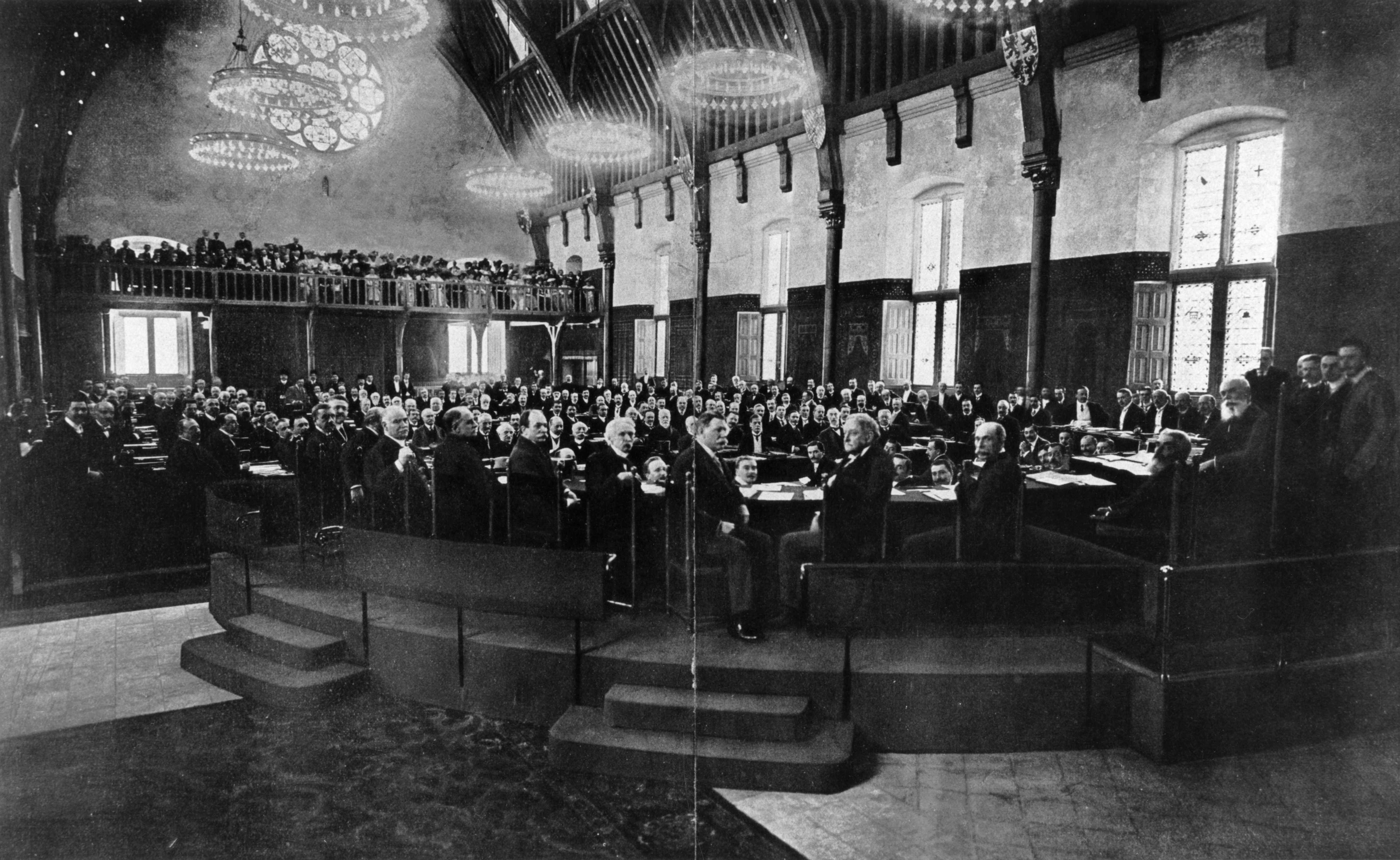
1907年會議現場

海牙公约，亦称“海牙法规”（法語：Convention de La Haye），是1899年和1907年两次海牙和平会议（法語：Conférences de La Haye）所通过的公约和声明文件的总称。

## 第一次海牙和平会议
（1899年5月18日～7月29日）

### 1899年7月29日海牙公约
1. 《和平解决国际争端公约（日语：国際紛争平和的処理条約）》（1899年海牙第1公约[2]）
2. 《陆战法规和惯例公约》（1899年海牙第2公约 （页面存档备份，存于） ）及其附件《陆战法规和惯例章程》
3. 《关于1864年8月22日日内瓦公约的原则适用于海战的公约》（1899年海牙第3公约）

### 1899年7月29日海牙宣言
1. 《禁止从气球上或用其他新的类似方法投掷投射物和爆炸物宣言》（1899年海牙第1宣言）
2. 《禁止使用专用于散布窒息性或有毒气体的投射物的宣言》（1899年海牙第2宣言 （页面存档备份，存于））
3. 《禁止使用在人体内易于膨胀或变形的投射物，如外壳坚硬而未全部包住弹心或外壳上刻有裂纹的子弹的宣言》（1899年海牙第3宣言 （页面存档备份，存于））

## 第二次海牙和平会议
（1907年6月15日～10月18日）

### 1907年10月18日海牙公约
1. 《和平解决国际争端公约》（1907年海牙第1公约[3]）
2. 《限制使用武力索偿契约债务公约》（1907年海牙第2公约[4]）
3. 《关于战争开始的公约》（1907年海牙第3公约 （页面存档备份，存于））
4. 《陆战法规和惯例公约》（1907年海牙第4公约 （页面存档备份，存于））及其附件《陆战法规和惯例章程》
5. 《中立国和人民在陆战中的权利和义务公约》（1907年海牙第5公约 （页面存档备份，存于））
6. 《关于战争开始时敌国商船地位公约》（1907年海牙第6公约 （页面存档备份，存于））
7. 《关于商船改装为军舰公约》（1907年海牙第7公约 （页面存档备份，存于））
8. 《关于敷设自动触发水雷公约》（1907年海牙第8公约 （页面存档备份，存于））
9. 《关于战时海军轰击公约》（1907年海牙第9公约 （页面存档备份，存于））
10. 《关于1906年7月6日日内瓦公约原则适用于海战的公约》（海牙第10公约 （页面存档备份，存于））
11. 《关于海战中限制行使捕获权公约》（1907年海牙第11公约 （页面存档备份，存于））
12. 《关于建立国际捕获法院公约》（1907年海牙第12公约 （页面存档备份，存于），未生效）
13. 《关于中立国在海战中的权利和义务公约》（1907年海牙第13公约 （页面存档备份，存于））
14. 《禁止从气球上投掷投射物和爆炸物宣言》（1907年海牙第14公约 （页面存档备份，存于））

## 主要内容
其内容可分为：
1. 和平解决国际争端类：包括1899年海牙第1公约、1907年海牙第1和第2公约。根据这几项公约，各缔约国承担了「和平解决国际争端」和「尽量避免诉诸武力」的一般性义务，并确定以斡旋、调停、国际调查委员会和国际仲裁等方式达到这一目标，这对限制传统国际法上的「诉诸战争权」做出了重要贡献。
2. 战争开始和中立国权利与义务类：包括1907年海牙第3、第5、第6和第13公约。第3公约在历史上第一次正式确立了宣战制度，规定不宣而战是非法的；第6公约规定了战争开始时对敌国商船的保护制度；第5和第13公约详细、具体地编纂了中立国及其人民在陆战和海战中的权利与义务的法规和惯例。
3. 战争法规类：上述两类以外的条约都属于此类。这类条约是海牙公约的主体部分，从陆战、海战、空战等不同方面限制了作战手段和方法，并进一步明确和完善了战斗员、战俘和伤病员的待遇。其中最重要的是1907年海牙第4公约及其附件。该公约包含了战争法规的基本原则和具体规范，其内容乃至措词与1899年海牙第2公约及其附件几乎完全相同，本拟以前者取代后者，但由于1899年海牙公约的一些缔约国未签署和批准1907年海牙公约，所以两者并存。两项公约的序文都载明一项重要条款：在本公约中所没有包括的情况下，平民和战斗员仍受那些「来源于文明国家间制定的惯例、人道主义法規和公众良知的要求」的国际法原则的保护和管辖。这就是著名的「马尔顿条款」，它对于战争法规的效力具有重要意义。后来许多战争法条约都重申了这一内容。